# Klippros

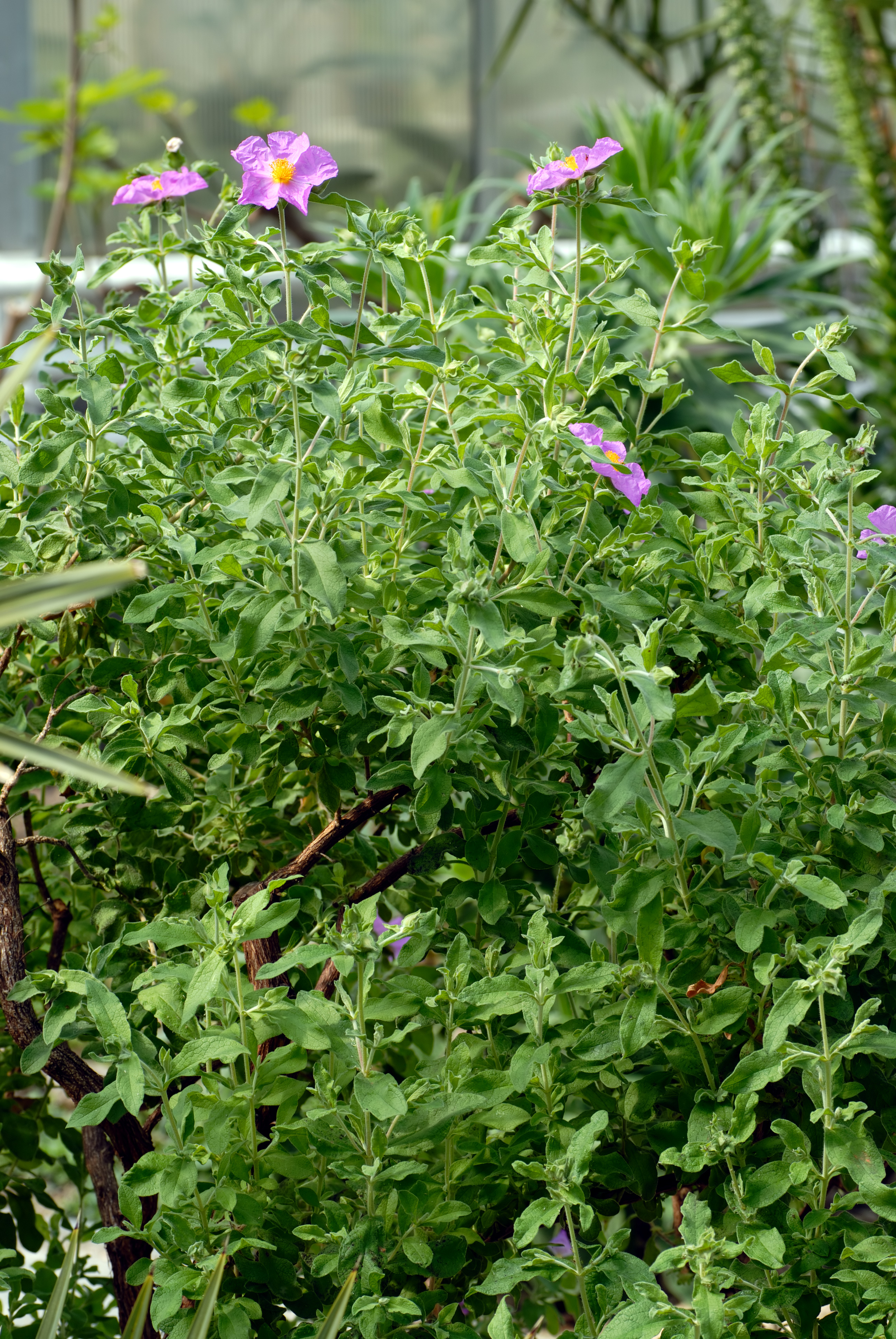
Grå klippros (Cistus incanus)

Klippros, benämning som används om flera växtarter i släktet Cistus, bland annat grå klippros och ladanumklippros (eller hartsklippros).